# Nudospongilla
Genre
Nudospongilla  est un genre d'éponges de la famille Spongillidae.

## Liste d'espèces
Selon World Register of Marine Species (13 mai 2016) :
- Nudospongilla coggini (Annandale, 1910)
- Nudospongilla cunningtoni (Kirkpatrick, 1906)
- Nudospongilla ehraiensis Wang Lizhen, 1998
- Nudospongilla moorei (Evans, 1899)
- Nudospongilla tanganyikae (Evans, 1899)
- Nudospongilla vasta (Weltner, 1901)
- Nudospongilla yunnanensis (Annandale, 1910)